# Главная надежда (Коты-Воители)

## Сюжет
Совиное Пёрышко, Обрыв, Сломанная Тень, Синяя Звезда, Пестролистая, Полночь и Утёс обсуждают судьбу племён и решают объединиться против Сумрачного леса.
В Сумрачном лесу, когда живых воителей отсылают домой, старшие воины-мертвецы организовывают собрание. Искра подслушивает их, а потом подходит к рисунку-плану нападения на племена и хочет рассмотреть его, но ее будит Голубка - сестра Искры.
Воробей приходит к Лунному Озеру и встречает Ежевичинку, давнюю целительницу Речного племени. Она просит его объединить Звездное племя. После её ухода к Воробью приходит Звездолом и начинает запугивать целителя, но тот скоро просыпается. Он начинает думать, что Мотылинка — четвертая кошка из пророчества, и обсуждает это с Голубкой и Львиносветом. Голубка уверена, что это Искра, Воробей говорит, что Мотылинка, а Львиносвет предполагает, что это Остролистая.
Когда Голубка заступает за границу племени Теней, она встречает Когтегрива. Он объясняет, что на Совете заступился за Светлоспинку, потому что та — его сестра и соплеменница. Когтегрив предлагает Голубке вновь встретиться ночью. Та соглашается.
Мышеус, Терновник, Березовик и Пестроцветик договариваются с котами из других племен, которые тоже тренируются в Сумрачном лесу, потренироваться днем у озера. Когда Искра узнает об этом, она в отчаянии просит Грозовой патруль прийти к границе на место встречи, обосновывая это тем, что почуяла там вражеский запах. Между соседскими патрулями чуть не происходит драка, но Искра и другие ученики Сумрачного леса останавливают их.
Воробей идет к Мотылинке узнать, является ли она четвертой. Когда он приходит в Речное племя, некоторые коты, включая Жукоуса, хотят выгнать его из Речного племени, так как он «убил» Огнехвоста. На обратном пути на Воробья нападают духи Звездолома, Коршуна и Звездоцапа, ранят его и насмехаются над целителем. Когда Воробей приходит в себя, его находит Однозвёзд, который удивляется, почему он весь в крови.
Львиносвет идёт в патруль вместе с Милли, Белохвостом, Белкой и Крутобоком, и они видят, что шесть воинов из племени Теней шастают у границы. Это оказываются Крысобой, его ученица Горностайка, Дымопят, Снежинка, Оливка и Светлоспинка. Дымопят и Горностайка рычат, что они почуяли запах Грозового кота на их границе. Это запах Голубки, и Львиносвет демонстративно встаёт на границу, чтобы заглушить его. Начинается стычка, и Крысобой нападает на Львиносвета, но тот не сопротивляется, потому что хочет пойти против предназначения и отказывается от своей непобедимости. В лагере Пеплогривка ужасается виду Львиносвета, а Огнезвёзд кричит на воина, потому что тот должен подчиняться своему предназначению, хочет он этого или нет.
Звездоцап ведёт разведывательный отряд на Грозовую территорию. Позже в Сумрачном лесу Жукоус опаздывает на тренировку, потому что был на Совете. Когда Звездолом говорит, что они обучают всех котов выходить победителями из любых битв, Жукоус растерянно возражает, что Воинский закон не учит убивать. Он подходит к Звездолому и заявляет, что они его многому научили, но он больше не вернётся сюда. Воин хочет уйти, но Звездолом преграждает ему путь, а затем убивает его, говоря, что сделает так с любым, кто посмеет его ослушаться.
Мотылинка приходит в лагерь Грозового племени и зовёт Воробья с собой. Она показывает Воробью стебель камыша, который горит даже в дождь, но не гаснет. Воробей думает, Звездное племя послало ему знак и нужно разыскать Огнехвоста.
Во сне Воробей попадает в Звездное племя и встречает Пестролистую. Та говорит, что тут впервые наступил Листопад и не за горами Голые Деревья. Воробей ищет Огнехвоста, так как они прислали знамение, но кошка говорит, что звездные предки не посылали знаков. Когда они приходят на территорию племени Теней, Воробья начинает затягивать в вязкий слой торфа. Их находит Огнехвост и сначала не хочет помогать Воробью, но потом всё-таки вытаскивает его вместе с Пестролистой. Затем они находят Пёрышко, Пустельгу и Ивушку и договариваются встретиться у Лунного Озера.
На встрече Воробей рассказывает остальным целителям о Сумрачном лесе и говорит, что нужно объединить Звездное племя. Целители обещают найти всех предков, кого смогут, и приводят их в одно место. На обсуждении пророчества Синяя Звезда вспоминает о пророчестве «Только огонь спасёт племя». Воробей догадывается, что четвёртый — Огнезвёзд, приводит его в общий сон и показывает всем Сумрачный лес. Целители договариваются провести собрание предводителей, где будет обсуждаться объединение племен.
На собрании Огнезвёзд, Голубка, Львиносвет и Воробей рассказывают предводителям других трех племен о Сумрачном лесе и о способностях троицы. Голубка по просьбе проникает в Сумрачный лес и слышит, что там творится. Она сообщает, что они вовсю тренируются, готовясь к битве. Когда предводители узнают, что некоторые их соплеменники тренируются в Сумрачном лесу, то хотят их наказать, но потом отказываются от этой идеи. Племена договариваются об объединении и плане борьбы с Сумрачным лесом.
Сумрачный лес начинает атаку, но племена оказываются готовы. На помощь живым приходят Древние и звездные предки. Почти все ученики Сумрачного леса сражаются на стороне племён. Очень много котов уходит в Звёздное племя. В бою погибает Остролистая, во второй раз умирают Пестролистая, Коршун и Звездолом. Огнезвёзд теряет последнюю жизнь в битве со Звездоцапом, но всё-таки убивает его. Сумрачный лес отступает.

## Отзывы
Критика в адрес серии исходила от Бет Л. Мейстер и Китти Флинн, писавших для «Horn Book Guide», они отметили в нескольких обзорах книг этой серии, что новым читателям будет сложно проникнуть в историю из-за количества необходимой справочной информации и многочисленных персонажей. Однако они поставили всем шести книгам четыре балла по шестибалльной шкале. Майстер также отметил, что темы часто вращаются вокруг запрещенной любви.

## Персонажи
Главные:
- Воробей, Львиносвет, Голубка, Искра.

Второстепенные:
- Огнезвёзд, Остролистая, Коршун, Звездоцап, Звездолом, Мотылинка.